# Pleuranthodendron lindenii
Pleuranthodendron es un género monotípico de árboles perteneciente a la familia Salicaceae.  Su única especie:  Pleuranthodendron lindenii (Turcz.) Sleumer, se encuentra desde México hasta Brasil.

## Descripción
Son árboles siempreverdes, que alcanzan un tamaño de 5–35 m de alto, inermes; plantas hermafroditas. Las hojas alternas, espiraladas, oblongas, elípticas o ligeramente oblanceoladas o lanceoladas, de 7.5–16 cm de largo y 2–7.5 cm de ancho, el ápice acuminado a obtuso, base cuneada a redondeada, margen subentero o serrado, sin marcas pelúcidas, 1 par de glándulas hinchadas en la unión de la lámina con el pecíolo, con un par de nervios secundarios fuertes desde la base (o ligeramente suprabasales); estípulas diminutas, caducas. La inflorescencia en una panícula angosta, terminal y frecuentemente axilar cerca de los ápices de las ramas, de 5–15 cm de largo y 5.5–7 cm de ancho, con 20–40 flores, con pedúnculo de 0.5–3 cm de largo, brácteas diminutas y caducas antes de la antesis; sépalos 4 (–6), casi libres, valvados, 3.3–4.2 mm de largo y 1.2–2.2 mm de ancho, blancos; pétalos 4 (–6), valvados, 3–4 mm de largo y 1.3–1.7 mm de ancho, tomentosos, blancos; estambres indefinidos, hipóginos, multiseriados, filamentos 3–3.5 mm de largo, libres, glándulas del disco diminutas; ovario súpero, densamente piloso, estilo entero, persistente, estigma angosto, menudamente lobado. El fruto una cápsula globosa, de 8–14 mm de diámetro, seca, irregularmente dehiscente desde el ápice, densamente tomentosa, blanca o verde (madurando roja a negruzca?); semilla 1, 4–5 mm de diámetro, glabra, aparentemente arilada.

## Taxonomía
Pleuranthodendron lindenii fue descrita por (Turcz.) Sleumer y publicado en Blumea 24: 118. 1978.
Sinonimia
- Banara leucothyrsa (Sleumer) J.F. Macbr.
- Banara mexicana A. Gray
- Hasseltia dioica (Benth.) Sleumer
- Hasseltia mexicana (A. Gray) Standl.
- Hasseltia pyramidalis Hemsl.
- Hasseltia quinquenervia Standl. & L.O. Williams
- Hasseltiopsis albomicans Sleumer
- Hasseltiopsis leucothyrsa Sleumer
- Hasseltiopsis mucronata Cuatrec.
- Pineda lindenii Turcz.
- Pleuranthodendron mexicanum (A. Gray) L.O. Williams[2]